# オーバーブルックファーム
オーバーブルックファーム（Overbrook Farm）は、アメリカ合衆国ケンタッキー州レキシントンに所在していた競走馬（サラブレッド）の生産及び種牡馬の繋養を行う牧場である。馬主として競走馬の所有もしていた。1972年にウィリアム・ヤングによって設立された。
2004年にウィリアム・ヤングが亡くなり、息子のウィリアム・ヤングJr.が中心となって事業を継続していたが、2009年に所有馬を売却して解散した。

## 主な生産馬
- Honour and Glory / オナーアンドグローリー（1996年メトロポリタンハンデキャップ）
- Boston Harbor / ボストンハーバー（1996年ブリーダーズカップ・ジュヴェナイルなど）

## 主な所有馬
- Timber Country / ティンバーカントリー（1994年シャンペンステークス、ブリーダーズカップ・ジュヴェナイル、1995年プリークネスステークス、※ゲインズウェイファームと共有）
- Boston Harbor / ボストンハーバー（成績は上記参照）

## 主な繋養馬
種牡馬
- Carson City / カーソンシティー（1991年 - 2004年死亡）
- Cat Thief / キャットシーフ（2001年 - 2008年）
- Tactical Cat / タクティカルキャット（2000年 - 2008年）
- The Minstrel / ザミンストレル（1989年 - 1990年死亡）
- Cape Town / ケープタウン（1999年 - 2009年）
- Grindstone / グラインドストーン（1997年 - 2009年）
- Jump Start / ジャンプスタート（2003年 - 2009年）
- Pioneering / パイオニアリング（1997年 - 2009年）
- Storm Cat / ストームキャット（1988年 - 2008年引退[1] - 2013年死亡）

繁殖牝馬
- Terlingua / ターリングア（1981年 - 2000年引退 - 2008年死亡）